# Перетягины
Перетягины — деревня в Даровском районе Кировской области в составе Кобрского сельского поселения.

## География
Находится на расстоянии примерно 20 км по прямой на северо-восток от райцентра поселка  Даровской.

## История
Известна с 1802 года как починок Кокушинский с 5 дворами. В 1873 году здесь (починок Кокушинский или Перетягины) учтено было дворов 8 и жителей 58, в 1905 12 и 68, в 1926 (уже деревня Перетягины или Кокушинское) 13 и 75, в 1950 13 и 71. В 1989 году здесь проживало 18 жителей.

## Население
Постоянное население  составляло 18 человек (русские 89%) в 2002 году, 11 в 2010.